# Gerd Schley
Gerd Schley (* 13. September 1949) ist ein ehemaliger deutscher Fußballspieler und Fußballtrainer. Mit seinem Verein Borussia Neunkirchen gewann der Mittelfeld- und Abwehrspieler in den Jahren 1971, 1972 und 1974 dreimal die Meisterschaft in der damals zweitklassigen Regionalliga Südwest. Die Rückkehr in die Fußball-Bundesliga gelang aber nicht, es blieb bei einem Einsatz in der Bundesliga aus dem Abstiegsjahr 1968.

## Karriere
Schley, er stammte aus der Borussen-Jugend, spielte in der erfolgreichsten Zeit von Borussia Neunkirchen in deren Reihen. In der Saison 1967/68 absolvierte er ein Spiel in der Bundesliga. Am 31. Spieltag wurde er in der 2. Halbzeit beim 1:0-Sieg gegen den TSV 1860 München eingewechselt. Zu Spielzeitende stieg die Borussia ab. Schley blieb im Verein, die Rückkehr in das Oberhaus des deutschen Fußballs glückte nicht mehr, obwohl er mit seinen Mitspielern dreimal für die Aufstiegsrunde qualifiziert war. Mit der Borussia wurde er dreimal Meister der Regionalliga Südwest (1971, 1972, 1974) und qualifizierte sich nach der letzten Saison der zweitklassigen Regionalliga 1973/74 für die neue 2. Fußball-Bundesliga Süd ab der Saison 1974/75. Die Mannschaft aus dem Ellenfeldstadion stieg als 18. ab und Schley hatte in 19 Zweitligaspielen mitgewirkt (1 Tor). Beim Debütspiel am 3. August 1974 gewann er mit Neunkirchen mit 3:1 beim VfR Mannheim und erzielte in der 66. Minute einen Treffer. Trainer Erwin Türk musste in den Schlusswochen wegen Krankheitsfolgen durch Stefan Abadschiew ersetzt werden.
Insgesamt wird Schley mit einem Bundesligaspiel, 138 Regionalligaeinsätzen (32 Tore), 23 Spiele in der Bundesligaaufstiegsrunde (4 Tore) und 19 Spielen in der 2. Bundesliga (1 Tor) in der Statistik geführt.
Nach Beendigung seiner Profilaufbahn im Sommer 1976 wurde er Spielertrainer beim SV Rohrbach, was er bis 1980 blieb. Ab der Saison 1981/82 trainierte Schley wieder die Rohrbacher, mit denen er 1985 Bezirksligameister wurde. 1985 wechselte Schley als Trainer zu Viktoria St. Ingbert.

## Privates
Sein Sohn Michael Schley ist Regionalpolitiker.